# Râul Costomiru
Râul Costomiru este un curs de apă, afluent al râului Câlnău. 